# Абли
Абли (фр. Ablis) насеље је и општина у Француској у региону Париски регион, у департману Ивлен која припада префектури Рамбује.
По подацима из 2011. године у општини је живело 3260 становника, а густина насељености је износила 125,77 становника/km². Општина се простире на површини од 25,92 km². Налази се на средњој надморској висини од 151 метар (максималној 164 m, а минималној 132 m).

## Демографија
| 1962. | 1968. | 1975. | 1982. | 1990. | 1999. | 2011. |
| ----- | ----- | ----- | ----- | ----- | ----- | ----- |
| 1.034 | 1.100 | 1.115 | 1.367 | 2.033 | 2.705 | 3.260 |

График промене броја становника у току последњих година